# 13977 Frisch
13977 Frisch è un asteroide della fascia principale interna. Scoperto nel 2001, presenta un'orbita caratterizzata da un semiasse maggiore pari a 2,472595 UA e da un'eccentricità di 0,191774, inclinata di 15,722167° rispetto all'eclittica. Ha un diametro di 9,259 km, un periodo di rotazione di 4,9991 ore e un'albedo di 0,156.
Fa parte della famiglia di asteroidi Svea.
L'asteroide è dedicato allo zoologo austriaco Karl Ritter von Frisch.